# Harro Schulze-Boysen
Heinz Harro Max Wilhelm Georg Schulze-Boysen (* 2. September 1909 in Kiel; † 22. Dezember 1942 in Berlin-Plötzensee) war ein deutscher Publizist, während des NS-Regimes ein Oberleutnant der Luftwaffe, NS-Gegner und führender Widerstandskämpfer gegen den Nationalsozialismus.

## Leben und Wirken

### Erste Lebensjahre und berufliche Entwicklung

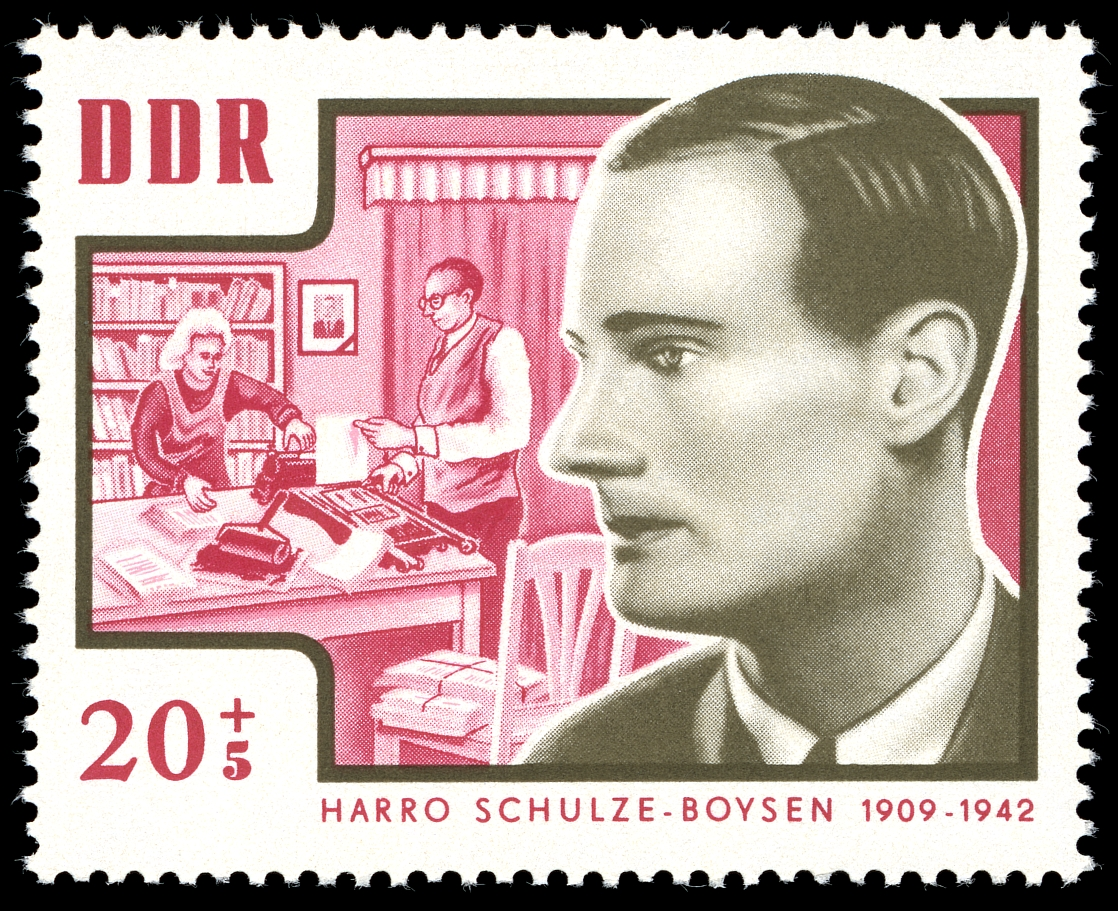
20+5 Pfennig-Sondermarke der DDR-Post 1964 mit Harro Schulze-Boysen

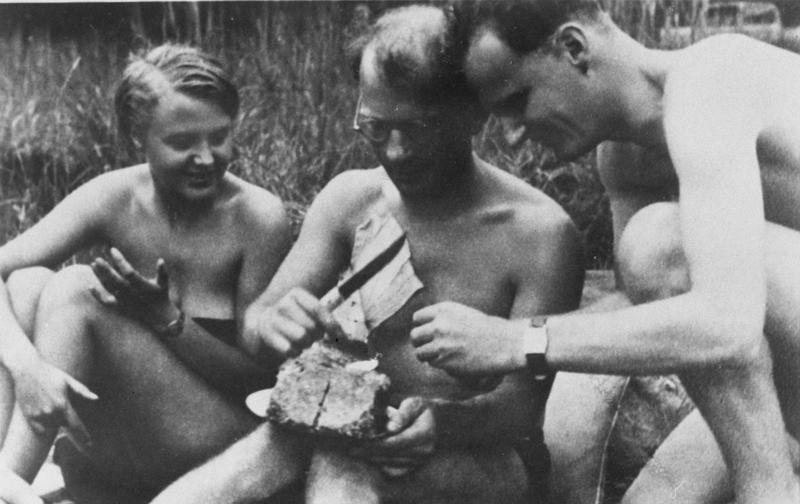
Harro Schulze-Boysen (rechts) mit Marta Husemann und Günther Weisenborn

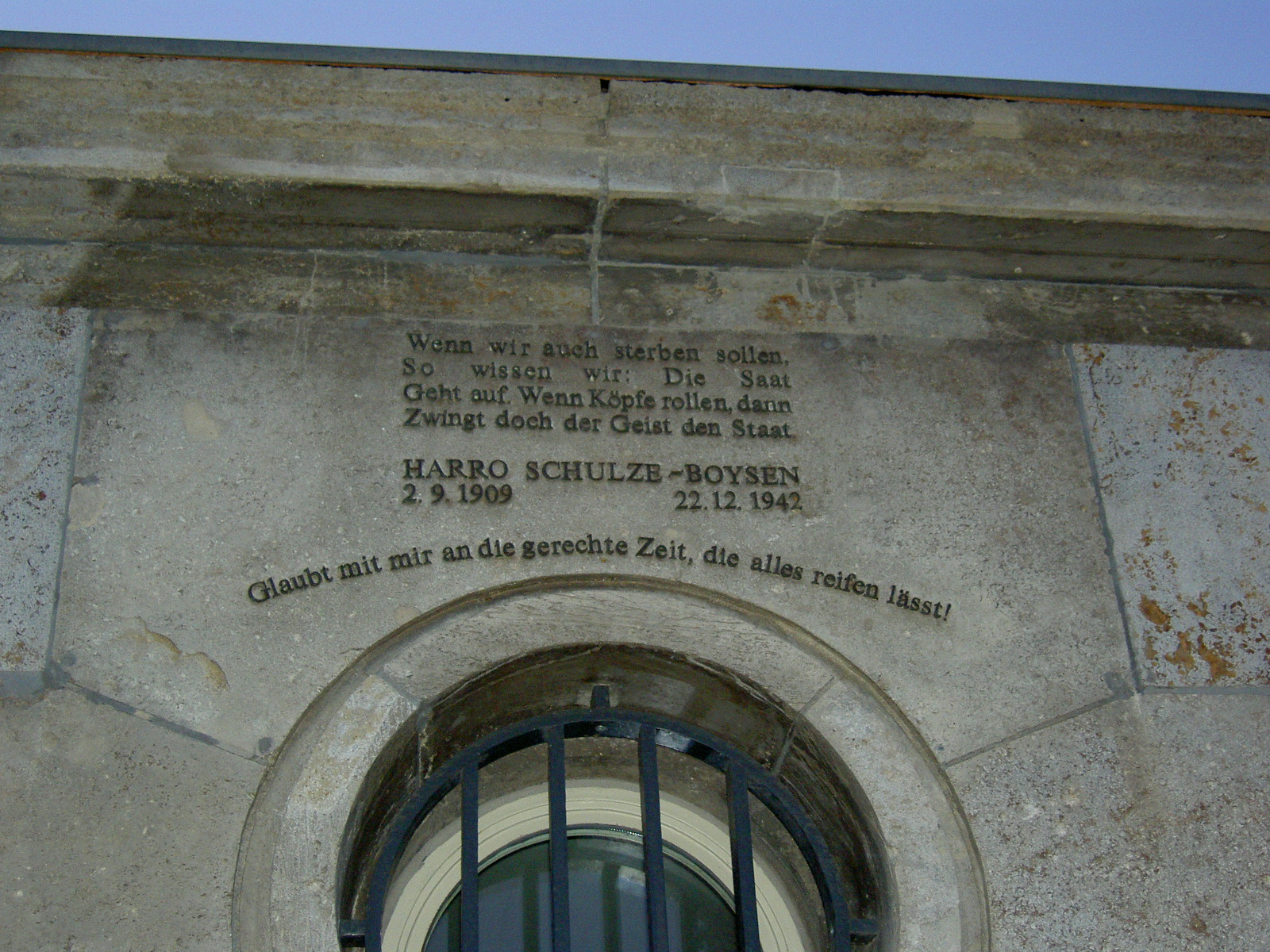
Zitat von Harro Schulze-Boysen am Bundesministerium der Finanzen

Harro Schulze wurde am 2. September 1909, dem damaligen Sedantag, als Sohn des Marineoffiziers Erich Edgar Schulze (1880–1974) und dessen Frau Marie Luise Boysen (1884–1972) sowie väterlicherseits als Großneffe des Admirals Alfred von Tirpitz und mütterlicherseits des Soziologen Ferdinand Tönnies in Kiel geboren. Durch die Versetzung des Vaters siedelte die Familie 1913 nach Berlin um. Er war der Älteste und hatte noch zwei Geschwister, Helga (* November 1910) verheiratete Mulachié und Hartmut (1922–2013).
In Berlin besuchte Harro ab 1913 die Grundschule und später das Heinrich-von-Kleist-Gymnasium im Ortsteil Schmargendorf. Ab 1920 verbrachte er regelmäßig die Sommerferien bei der befreundeten Familie Hasselrot in Gripnas/Schweden. 1922 wurde der Vater nach Duisburg versetzt, und Harro folgte ihm im Herbst. Als Schüler am Steinbart-Gymnasium in Duisburg beteiligte er sich 1923 am Untergrundkampf gegen die französische Ruhrbesetzung und wurde zeitweise von den Besatzungstruppen inhaftiert. Um ihn aus dieser politischen Schusslinie zu holen, organisierten seine Eltern einen etwas längeren Schwedenaufenthalt. Besonders regte Harro aber die Reise 1926 nach England stark zum Vergleichen und Nachdenken an. Dabei stellte er fest, dass das in Deutschland gezeichnete Englandbild sehr wenig mit seinen vor Ort gemachten Beobachtungen übereinstimmte.
1927 schrieb er seinen ersten größeren Zeitungsbericht über einen Skandal in Duisburg zur Aufstellung der Skulptur Kniende von Wilhelm Lehmbruck. Aus Anlass des 80. Geburtstages des Reichspräsidenten Paul von Hindenburg hielt er an der Schule eine Gedenkrede. Überhaupt wurde sein politisches Engagement am Gymnasium als ungewöhnlich intensiv empfunden. Das Abitur legte er mit der Gesamtbewertung „gut“ ab. Dabei wurde besonders seine Gewandtheit im schriftlichen und mündlichen Ausdruck hervorgehoben. Von seiner geistigen Haltung her befand er sich zu dieser Zeit in guter Übereinstimmung zu den bürgerlichen Wertvorstellungen und den Traditionen der Familie. In der Öffentlichkeit und in schriftlichen Äußerungen trat er von nun an, den Geburtsnamen der Mutter nutzend, mit dem Doppelnamen Schulze-Boysen auf.
Nach dem Abitur 1928 begann er im April ein rechts- und staatswissenschaftliches Studium an der Albert-Ludwigs-Universität Freiburg. Zur gleichen Zeit wurde er Mitglied des nationalliberalen Jungdeutschen Ordens, der ihn in dieser Zeit ideologisch stark prägte. Ziel dieser Vereinigung war es, die „Kameradschaft aus den Schützengräben des Ersten Weltkrieges“ als Vorlage der zu entwickelnden „Volksgemeinschaft“ ethisch wiederaufleben zu lassen. Dabei wurde jede Form der Diktatur, egal ob von rechts oder links kommend, abgelehnt. In dieser Zeit wurde er Mitglied der Akademischen Verbindung Albingia Freiburg im Miltenberger Ring, einer schlagenden Verbindung. Im Sommer 1929 nahm er an einem Lehrgang des Hochsee-Wehrsportvereins „Hansa“ in Neustadt teil, im November wechselte er zur Fortsetzung des begonnenen Jurastudiums an die Friedrich-Wilhelms-Universität zu Berlin. Hier trat er der internationalen Studentenvereinigung bei. Erstmals setzte er sich in dieser Zeit intensiv mit der Ideologie des Nationalsozialismus auseinander und suchte nach den Ursachen des plötzlichen Stimmengewinns der NSDAP bei den Reichstagswahlen. Er studierte das Programm der NSDAP und las auch Mein Kampf auf der Suche nach Antworten. Dabei wurde ihm klar, dass ein weiterer Stimmengewinn der NSDAP zu noch deutlicheren Verschärfungen und Polarisierungen in der Gesellschaft führen würde. 1930 unterstützte er die intellektuell-nationale Gruppe Volksnationale Reichsvereinigung, an deren Spitze Artur Mahraun stand.

### Entwicklung als Publizist und Suche nach Gleichgesinnten
Im Juli 1931 lernte Harro Schulze-Boysen bei einem Frankreichaufenthalt französische Intellektuelle im Umfeld der Zeitschrift Plans kennen, unter deren Einfluss er sich nun politisch links orientierte. Mehr und mehr distanzierte er sich von den Anschauungen des Jungdeutschen Ordens, und es reifte bei ihm die Erkenntnis, dass sich der Tageskampf in Deutschland in erster Linie gegen den aufkommenden Faschismus und alles Reaktionäre richten müsse. 1932/33 gab er nach dem Vorbild von Plans die 1931 von Franz Jung wiedergegründete linksliberale Zeitschrift Der Gegner heraus, an der unter anderen Ernst Fuhrmann, Raoul Hausmann, Ernst von Salomon, Adrien Turel und Karl Korsch mitarbeiteten. Das verfolgte Ziel bestand darin, eine einheitliche Front von Jugendlichen gegen den „liberalen, kapitalistischen und nationalistischen Geist“ in Europa aufzubauen. Für die Franzosen war Schulze-Boysen auf diesem Gebiet der Akteur für Deutschland. Er versuchte mit dem „Gegner-Kreis“, zu dem auch Robert Jungk, Erwin Gehrts, Kurt Schumacher und Gisela von Poellnitz gehörten, eine eigenständige deutsche Jugendbewegung zu entwickeln, und begann damit, in Berliner Cafés „Gegner-Abende“ zu veranstalten. „Es gab kaum eine oppositionelle Jugendgruppe, mit der er nicht Kontakt hielt.“ Ende des Jahres 1931 ließ er sich vom Studium beurlauben, da er zu der Auffassung gelangt war, dass die hier behandelten Inhalte nichts mit den tagtäglichen politischen Auseinandersetzungen mehr zu tun hatten. Für den Februar 1932 organisierte Schulze-Boysen in Abstimmung mit seinen französischen Partnern von Plans ein Treffen der „Jugend Europas“ in Frankfurt/Main. Insgesamt nahmen etwa 1.000 Jugendliche am Treffen teil und er formulierte für die deutsche Delegation die politischen Ziele. Diese bestanden angesichts der Krise in Deutschland einerseits in der Abschaffung des kapitalistischen Systems und andererseits in der Durchsetzung einer eigenen Rolle Deutschlands ohne ausländisches Diktat und Einmischung. Auf der Suche nach Alternativen zum krisengeschüttelten Westeuropa begann er sich stärker für das Sowjetsystem zu interessieren. Diese Wendung war auch beeinflusst durch seine Enttäuschung über die nationalen und konservativen Parteien in Deutschland, die seiner Meinung nach den aufkommenden Nationalsozialismus nicht genug bekämpften.
Als im Mai 1932 gegen Franz Jung ein Ermittlungsverfahren eingeleitet und die Geschäftsräume des Gegners versiegelt wurden, übernahm Harro Schulze-Boysen als neuer Herausgeber und mit einer neuen Firmierung als gegner (nunmehr klein geschrieben), aber mit dem gleichen Netzwerk zu den verschiedensten politischen Lagern die Geschäfte. Im Tiefpunkt der Krise sah er zugleich eine deutliche Chance, einen neuen Politikansatz zu verwirklichen. „Gegner von heute – Kampfgenosse von morgen“ formulierte er diesen in der im Herbst veröffentlichten Streitschrift. Damit war er zum führenden Kopf und zum Mittelpunkt des „Gegner-Kreises“ geworden. Die Machtergreifung durch Hitler hielt Schulze-Boysen zu diesem Zeitpunkt bereits für wahrscheinlich, glaubte aber an dessen baldigen Sturz durch einen Generalstreik. Nach der Machtergreifung der Nationalsozialisten und dem Reichstagsbrand in Berlin verhalf Schulze-Boysen mehreren bedrohten Personen seines Umgangskreises zur Flucht ins Ausland. Um seinen Sohn ebenfalls aus der politischen Frontstellung in Berlin zu bekommen, organisierte sein Vater für ihn in Warnemünde einen Ausbildungsplatz als „Seebeobachter“. Aber bereits im Februar 1933 bewertete die politische Polizei das Handeln der gegner-Gruppe in einer amtlichen Mitteilung als „radikal“. Im April 1933 besetzten SS-Männer die Redaktionsräume und inhaftierten die Anwesenden. Die Redaktionsmitglieder der Zeitschrift wurden in ein Sonderlager der 6. SS-Standarte verschleppt; Schulze-Boysen dabei schwer misshandelt und mehrere Tage lang festgehalten. Die Nazi-Schlägertrupps ermordeten während dieser illegalen Inhaftierung vor seinen Augen seinen jüdischen Freund und Mitstreiter Henry Erlanger. Mit dieser Erfahrung war ihm klar geworden, dass er als bekennender Nazi-Gegner keine Chance hatte, öffentlich aktiv zu sein, und für sich neue Wege finden musste, seine Überzeugungen dennoch umzusetzen.

### Beim Militär und Gegner des NS-Regimes
In dieser Situation kam der vom Vater in Warnemünde reservierte Ausbildungsplatz an der getarnten Deutschen Verkehrsfliegerschule wie gerufen. Der Ort war weit weg von Berlin, es war genug Gelegenheit, über das Gewesene nachzudenken und Schritte vorzubereiten, worin in Zukunft sein Engagement bestehen konnte. Noch vor seiner Abreise riet er den ihm Nahestehenden, sich in Nazideutschland umzusehen und in die Institutionen des NS-Regimes zu gehen. Aber er befand sich im militärischen Sektor und musste sich den Gegebenheiten vor Ort unterwerfen.
Im Mai 1933 begann seine Luftbeobachter- und Fliegerausbildung in Warnemünde, und Harro Schulze-Boysen bemühte sich, im NS-System zu existieren, ohne seine bisherigen Anschauungen aufzugeben. Er las Bücher, auf die sich die Herrschenden beriefen, und versuchte, mit gebotener Vorsicht zu seiner Publikationsarbeit zurückzukehren. Im Frühjahr 1934 ergab sich dafür eine Gelegenheit durch einen Kontakt zu Erich Röth (1895–1971) aus der Gegner-Zeit. Er gab die Zeitschrift Wille zum Reich heraus und bearbeitete nach außen kulturpolitische Themen, aber mit dem abgedeckten Ziel, die NS-Bewegung mit ihren eigenen Themen zu unterlaufen. Auch hier fanden regelmäßige Diskussionsabende mit den Interessenten statt. Unter einem Pseudonym (vermutlich das Kürzel E.R. – für Erich Röth) schrieb Schulze-Boysen einzelne Leitartikel und Aufsätze. Dabei war für ihn wichtig auszuloten, welche Einflussmöglichkeiten hinsichtlich der neuen Situation bestünden. Von Warnemünde aus erfolgte ab 10. April 1934 seine Anstellung als Hilfsreferendar in der Gruppe „Fremde Luftmächte“ in der Zentralabteilung des Reichsluftfahrtministeriums (RLM) in Berlin. Als Adjutant des Gruppenleiters Presse Inland/Ausland Werner Bartz oblag ihm, die in- und ausländische Presse nach Themen der Luftrüstung auszuwerten. In diesem Arbeitsbereich wurden neben der Erstellung von Feindbildanalysen auch Materialien für die Kriegspropaganda der eigentlich offiziell noch nicht bestehenden deutschen Luftwaffe erarbeitet.
Um sich vor erneuten Verfolgungen zu schützen, umgab sich Schulze-Boysen mit einem Kreis politisch unverfänglicher Freunde. Hier lernte er 1934 auch die 20-jährige Libertas Haas-Heye, genannt „Libs“, kennen. Mit ihr unternahm er 1935 einen als Privatreise getarnten Besuch zu einer Vortragsreihe über internationale Rechtsfragen in Genf. Als die Hochzeit für 1936 geplant wurde, hatte Harro vorher notwendigerweise auch den Namen Schulze-Boysen beim Standesamt legalisieren lassen. Am 26. Juli 1936 fand die Hochzeit auf Schloss Liebenberg in Liebenberg, dem Gut ihrer Großeltern, statt. Ihr Trauzeuge war Reichsluftfahrtminister Hermann Göring. Die Hochzeitsreise nach Stockholm gab Schulze-Boysen gegenüber seinem Arbeitgeber als Sprachstudienreise aus und legte nach der Rückkehr einen vertraulichen Bericht an.
Um sich in seinem neuen militärischen Aufgabenbereich weiterentwickeln zu können, absolvierte Schulze-Boysen ab Januar 1936 eine militärische Grundausbildung in der 3. Luftnachrichten-Lehrkompanie in Halle. Im Anschluss daran wurde er zum Gefreiten befördert. Seine Vorgesetzten schätzten seine Arbeitsleistungen. Um aber befördert werden zu können, hätte er entweder einen akademischen Abschluss nachweisen oder an einer Reservistenübung teilnehmen müssen. Die Personalabteilung blockierte diese Möglichkeit aber, weil er in den Akten als „politisch nicht zuverlässig“ registriert war. Im September 1936 ließ Hermann Göring beim Chef der Personalabteilung nachfragen, was gegen Schulze-Boysen vorliege. Als er die Antwort erhielt, dass hier politische Aktivitäten aus der Weimarer „System-Zeit“ vermerkt seien, entgegnete er, man solle doch „die alten Kamellen lassen“ und ihn auf einen Fliegerlehrgang schicken. Diesen Lehrgang absolvierte er im November in List auf Sylt und wurde anschließend zum Unteroffizier der Reserve befördert. Weitere Lehrgänge im Mai und Juli 1936 folgten. Inzwischen wurde er im Auftrag des Reichsluftfahrtministeriums auch zur publizistischen Mitarbeit am Handbuch der Wehrwissenschaften, am Jahrbuch der Luftwaffe und an der Zeitschrift Luftwehr herangezogen.
Noch während der militärischen Grundausbildung in Halle erfuhr er vom Verbot der Zeitschrift Wille zum Reich. Das war für Schulze-Boysen ein Anlass, die bestehenden Kontakte nach außen noch deutlicher zu verwässern; daher entwickelte sich die kurz nach der Hochzeit bezogene Wohnung der Familie Schulze-Boysen in Berlin-Waitzstraße mehr und mehr zu einem beliebten Treffpunkt für zahlreiche Personen, die den gesellschaftlichen Umgang miteinander suchten und pflegen wollten. Eine zweite solche Begegnungsstätte hatte sich in Liebenberg auf dem Gut ihrer Eltern entwickelt. Verständlicherweise befanden sich unter diesen Personen auch viele Ehemalige aus dem Gegner-Kontaktumfeld. Im internen Kreis dieser Kontakte und Begegnungen bewegten sich dadurch diejenigen etwas sicherer, die miteinander interne Informationen austauschen, sich eine Meinung über bestimmte Entwicklungen des NS-Regimes bilden oder auch Geld sammeln wollten für Familien, deren Angehörige aus politischen Gründen inhaftiert worden waren. Zur Sicherung dieser abgedeckten Aktivitäten wurden einige grundsätzliche konspirative Regeln vereinbart. So hieß Harro Schulze-Boysen in diesem Kreis „Hans“.
Als sich das Deutsche Reich Mitte 1936 personell am Kampf gegen die spanische Volksfront beteiligte und hier vor Ort auch neues militärisches Gerät erprobt wurde, sammelte Schulze-Boysen dazu gezielt interne Informationen und gab sie über gute Bekannte mit dem Ziel weiter, dass diese über britische Medien veröffentlicht werden konnten und dadurch die deutsche Öffentlichkeit von diesen Machenschaften Kenntnis bekommen sollte.
Im Herbst 1937 wurde er zwecks einer Gegenüberstellung zur Gestapo vorgeladen. Ein früherer Freund aus dem Gegner-Kreis, Werner Dissel (1912–2003), war wegen antifaschistischer Kontakte inhaftiert worden. In einem unbeobachteten Moment konnte Schulze-Boysen ihm einen Zettel zustecken und signalisieren, dass die Gestapo kein Wissen über den vor der Verhaftung zwischen beiden erfolgten Informationsaustausch über deutsche Panzerregimenter, die nach Spanien verlegt worden waren, hatte. Ende des Jahres gingen einzelne Aktive des internen Kreises um Schulze-Boysen dazu über, zum eigenen Schutz konspirative Treffen zu vereinbaren. Im Februar 1938 hatte er eine kurze Informationsschrift über ein in Barcelona von der deutschen Abwehr geplantes Sabotageunternehmen (gemeint war eine Aktion des Sonderstabes W. unter Helmut Wilberg) zusammengestellt. Ein Exemplar davon sollte der sowjetischen Botschaft in Paris zugestellt werden. Gisela von Poellnitz, die zum internen Kreis zählte, erklärte sich bereit, ein Paket mit der betreffenden Schrift in den Briefkasten der sowjetischen Handelsvertretung in Berlin zu werfen. Dabei wurde sie beobachtet und von der Gestapo inhaftiert. Die Folge davon war eine Vernehmung und eine Hausdurchsuchung bei Schulze-Boysen. Da keine belastenden Sachverhalte bei ihm festgestellt wurden, begnügte sich die Gestapo mit einem Hinweis an das Reichsluftfahrtministerium, ihn nicht weiter zu beschäftigen. Der Generalstab verbat sich eine solche Einmischung und ließ es bei einer Verwarnung bewenden. Um die Ostertage 1938 kam im Kreis der engsten Freunde der Vorschlag auf, ein Flugblatt zum Spanischen Bürgerkrieg herauszubringen. Der Versand erfolgte an ca. 100 Adressen.
In Vorbereitung auf die bevorstehende militärische Besetzung der Tschechoslowakei fand nach den Pfingsttagen 1938 in der Abteilung Fremde Luftmächte ein Planspiel und kurz darauf im August eine Gefechtsübung im Raum Wildpark-Werder bei Potsdam statt. Auch die Gestapo bereitete sich auf den bevorstehenden Kriegsfall vor und aktualisierte nach einer Weisung von Heinrich Himmler ihre Karteien potentieller Staatsfeinde. Schulze-Boysen wurde hier als ehemaliger Herausgeber des Gegner in die Kategorie C eingestuft. Er blieb also im Visier des Sicherheitsdienstes. Am 20. April 1939 wurde er zum Leutnant befördert und zeitnah zu einer Studie über den Luftrüstungsvergleich zwischen Frankreich, England und Deutschland herangezogen. 1940 begann er parallel zu seiner Tätigkeit im Reichsluftfahrtministerium ein Studium an der Auslandswissenschaftlichen Fakultät der Friedrich-Wilhelms-Universität zu Berlin. Gegen Ende dieses Studiums leitete er im Auftrag von Franz Six ein auslandswissenschaftliches Seminar. Die von Schulze-Boysen eingeschlagene berufliche Entwicklung und sein Engagement im Bereich der Presseabteilung, die inzwischen mit dem Bereich „Fremde Luftwaffen“ beim Reichsluftfahrtministerium zusammengelegt worden war, wurde von seinem Vorgesetzten Bartz außerordentlich geschätzt. Dazu kam noch, dass beide sich persönlich schätzten und ein vertrauensvolles Verhältnis zueinander pflegten. Ein Grundmotiv dafür kann vor allem in ähnlich gelagerten weltanschaulichen Auffassungen gesehen werden und in der versteckten antinazistischen Einstellung beider, über die aber zu Außenstehenden nicht gesprochen wurde.
Die sich immer mehr in Richtung Kriegszustand bewegende Gesamtsituation in Deutschland ließ die um Harro Schulze-Boysen versammelten Akteure nicht untätig. Im Oktober 1938 fertigte er gemeinsam mit Walter Küchenmeister (1897–1943) ein Flugblatt mit dem Titel Der Stoßtrupp zur Angliederung des Sudetenlandes an, die sie als weiteren Schritt in einen neuen Krieg betrachteten. In fotokopierter Form wurden um die 50 Exemplare verbreitet. Anlässlich einer Reise von Elfriede Paul in die Schweiz im Frühjahr 1939 bemühte er sich um eine Kontaktaufnahme zur Auslandsleitung der KPD, um Informationen miteinander austauschen zu können. Im August half er dem aus dem KZ geflohenen Rudolf Bergtel (1897–1981), in die Schweiz zu gelangen, und gab ihm Informationen zur aktuellen deutschen Flugzeug- und Panzerproduktion sowie Stationierungspläne für eine deutsche U-Boot-Basis auf den Kanaren mit. In dieser Zeit erhielt er über Kontakte und Gespräche mit Adam Kuckhoff, Arvid Harnack, Hans Coppi und Heinrich Scheel auch Zugang zu anderen Widerstandskreisen.
An seinem 30. Geburtstag am 2. September 1939 hatte Schulze-Boysen ein intensives Gespräch mit Hugo Buschmann (1899–1983), der sich bereiterklärt hatte, ihm Literatur über die russische Revolution, Lenin, Stalin und Trotzki zu verschaffen. Dabei beschäftigte ihn vor allem, welche Alternativen es zum kapitalistischen System der westeuropäischen Länder gebe, und er trug sich mit dem Gedanken, in seinem Studium eine Arbeit über die Sowjetunion zu schreiben. Hugo Buschmanns Bedenken hinsichtlich der Literaturübergabe entkräftete Schulze-Boysen mit der Bemerkung: „Ich erhalte regelmäßig die Prawda und Iswestija und muß  sie lesen“, weil ich Berichterstatter über russische Fragen bin. „Meine Abteilung verlangt ein eingehendes Studium dieser Literatur. Außerdem sind wir doch Verbündete von Sowjetrußland.“

### Kampf gegen das Hitler-Regime und den Krieg
Mit dem Überfall auf Polen durch die deutsche Wehrmacht am 1. September 1939 gab es für Schulze-Boysen keinen Zweifel, dass dieser Krieg ganz Europa erfassen und gründlich verändern würde. Das bedeutete in seinen Überlegungen zwar eine Katastrophe und Zerstörung, aber zugleich auch eine Chance zur baldigen Überwindung der Nazi-Herrschaft. Auf dieses Ziel hinzuarbeiten war eine greifbare Motivation für ihn. Nach dem gegenseitigen Kennenlernen Ende 1939 / Anfang 1940 kam es im Oktober 1940 zu ersten intensiven Gesprächen zwischen Arvid Harnack, Adam Kuckhoff und Harro Schulze-Boysen. Er informierte sie über sein Tätigkeitsfeld im Reichsluftfahrtministerium, die Verbindung zu kommunistischen Aktivisten, durchgeführte Flugblattaktionen und die von ihm angefertigten wöchentlichen internen Lageberichte für den engen Kreis der Gesinnungsfreunde. Dabei stellten die drei fest, dass sie zwar unterschiedlichen Temperaments, aber ähnlich in ihrer Haltung zum Hitler-Regime waren. Einer festeren Zusammenarbeit stand also nichts im Wege, nur mahnten beide Gesprächspartner Schulze-Boysen, zukünftig mehr Vorsicht walten zu lassen, und drangen darauf, die Kontakte zu Walter Küchenmeister und in die Schweiz zur Auslandsleitung der KPD aus Sicherheitsgründen abzubrechen.
Im Januar 1941 wurde Schulze-Boysen, inzwischen Oberleutnant, in die Attachégruppe bei der 5. Abteilung des Reichsluftfahrtministeriums kommandiert. Diese gehörte zwar zum gleichen Arbeitsbereich beim Generalstab der Luftwaffe, hatte aber einen Standort außerhalb Berlins. Sein neuer Dienstort war der Luftwaffenführungsstab in Potsdam-Wildpark, wo sich auch das Oberkommando der Luftwaffe befand. Diese räumliche Trennung von dem nun nicht mehr zum Pressereferat gehörenden Schulze-Boysen bedauerte sein bisheriger Vorgesetzter Bartz außerordentlich. Seine neuen Aufgaben bestanden hier darin, die einkommenden Berichte der in den einzelnen Botschaften/Gesandtschaften im Ausland tätigen Luftattachés zu bearbeiten und mit ihnen im Kontakt zu bleiben. Auf diesem Weg flossen ihm sehr aktuelle Informationen über die Lage in anderen Ländern, das dortige Vorgehen der Sicherheitspolizei und des Sicherheitsdienstes, aber auch zum militärischen Kräfteverhältnis in anderen Ländern zu. Dadurch erfuhr Arvid Harnack zeitnah von Schulze-Boysen, dass nunmehr auch das Reichsluftfahrtministerium in die Vorbereitung des Russlandfeldzugs eingebunden war und gezielte Aufklärungsflüge über dem sowjetischen Territorium begonnen hatten.
Am 27. März lernte Schulze-Boysen in der Wohnung von Arvid Harnack den Angehörigen der sowjetischen Botschaft Alexander Michailowitsch Korotkow (1909–1961) kennen. Dabei handelte es sich um einen Mitarbeiter des Auslandsnachrichtendienstes beim sowjetischen Volkskommissariat für Staatssicherheit (NKGB). Ohne zu diesem Zeitpunkt über die genaue Tätigkeit seines Gegenübers im Bilde zu sein, informierte Schulze-Boysen diesen in dem Gespräch darüber, dass der Angriff auf die Sowjetunion nun endgültig entschieden sei und in kürzester Zeit erfolgen werde. Bei weiteren Treffen, die meist nur zu zweit stattfanden, offenbarte Korotkow seine eigentliche Rolle, Informationen über die deutsche Kriegsvorbereitung gegen sein Land zu sammeln.
Ab Mai 1941 gab Schulze-Boysen weitere geheime militärische Informationen an den Auslandsnachrichtendienst des sowjetischen Volkskommissariats für Staatssicherheit (NKGB) weiter, darunter auch das annähernd genaue Datum des geplanten Angriffs. Gleichzeitig baute er mit Arvid Harnack einen Widerstandskreis auf, der nach dem Krieg Schulze-Boysen/Harnack-Gruppe genannt wurde und zu dem schließlich über 150 Gegner Hitlers gehörten. Sie verteilten Flugblätter, brachten Parolen an Gebäuden an und unterstützten Verfolgte. Ein engerer Kreis sammelte und übermittelte zudem Informationen an den sowjetischen Nachrichtendienst. Mit dem deutschen Überfall auf die Sowjetunion wurde die sowjetische Botschaft in Berlin geschlossen. Damit brach der Kontakt zwischen Schulze-Boysen und Korotkow ab. Nach Kriegsbeginn bemühte sich die sowjetische Seite auf anderen Wegen, die Verbindung wiederherzustellen. Dabei wurden eklatante Fehler gemacht, die letztlich zur Enttarnung von Schulze-Boysen führten.
Dieses und weitere Widerstandsnetze, die ihre Kontakte vor allem auf dem Weg des Funkverkehrs aufrechterhielten, wurden von der Funkabwehr der Wehrmacht und später auch von der Gestapo mit dem Fahndungs- und Sammelbegriff „Rote Kapelle“ bezeichnet. Über Alexander Korotkow, den Vertreter des NKGB in der sowjetischen Botschaft in Berlin, versuchte Schulze-Boysen, vor dem bevorstehenden deutschen Überfall auf die Sowjetunion zu warnen.

### Enttarnung, Verhaftung und Hinrichtung
Im Juli 1942 wurde ein verschlüsselter Funkspruch des sowjetischen Militärgeheimdienstes GRU vom 26. August 1941 von Moskau nach Brüssel durch die Gestapo dechiffriert, in dem neben Schulze-Boysens Name auch seine Adresse stand. Dies führte zur Entdeckung und Verhaftung des „Schulze-Boysen/Harnack-Kreises“ und zur Verurteilung zahlreicher ihrer Mitglieder. Die Informationen darüber, vor allem dass diese Widerstandskräfte auch in einzelnen Institutionen der Deutschen Wehrmacht, der Luftwaffe und in Bereichen der Funkabwehr tätig waren, unterlag der strengsten Geheimhaltung. Um dennoch mit diesen für das NS-System außerordentlich schwierigen Nachrichten umgehen zu können, wurde im Reichssicherheitshauptamt für diese Gegnergruppen der Sammelbegriff „Rote Kapelle“ für die Aktenführung und Bekämpfung eingeführt.
Noch am 30. August erhielt Schulze-Boysen von einem guten Freund aus dem Bereich der Dechiffrierstelle der Funkabwehr einen Hinweis, dass sein Name und seine Adresse aus einem Funkspruch der sowjetischen Seite entziffert worden war. Am 31. August wurde er in seinem Büro im Reichsluftfahrtministerium verhaftet und seine Frau Libertas einige Tage später, nachdem sie, als er am Abend nicht heimkehrte, in Panik geraten und zu Freunden geflüchtet war.

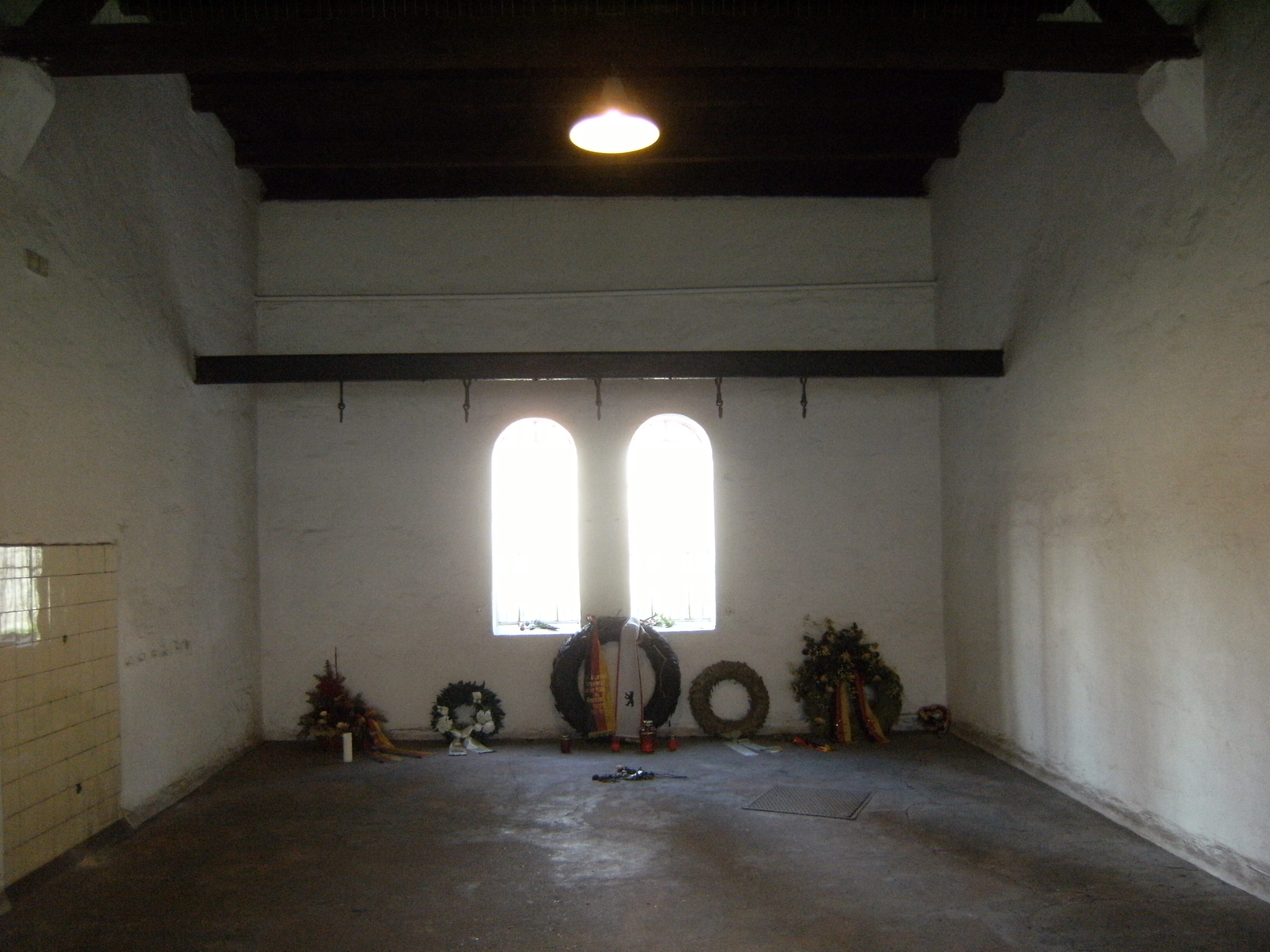
Hinrichtungsraum der Haftanstalt Berlin-Plötzensee mit Eisenschiene und Haken

Am 15. Dezember 1942 wurde auf Weisung Hitlers im Hinrichtungsraum der Haftanstalt Berlin-Plötzensee eine Eisenschiene mit Fleischerhaken angebracht. Die Hinrichtung mittels Hängen war im Deutschen Reich zwar seit 1933 zugelassen, wurde jedoch bis Ende 1942 nicht angewandt. Stattdessen wurden die Todesurteile von Militärgerichten durch Erschießung und die von Zivilgerichten durch Enthauptung mit der Guillotine vollstreckt. Beginnend mit der Hinrichtung der führenden Mitglieder des „Schulze-Boysen/Harnack-Kreises“, wurde das qualvollere und – aus Sicht der Nationalsozialisten – besonders entehrende Hängen eingeführt.
Am 19. Dezember 1942 wurde Harro Schulze-Boysen wegen „Vorbereitung zum Hochverrat“, „Kriegsverrats“, „Zersetzung der Wehrkraft“ und „Landesverrats“ zum Tode verurteilt und am 22. Dezember 1942 um 19:05 Uhr in der Haftanstalt Berlin-Plötzensee durch Hängen hingerichtet. Die Hinrichtung weiterer Mitstreiter dieser Widerstandskreise erfolgte dort im Vierminutentakt. Libertas Schulze-Boysen wurde etwa eine Stunde nach der Hinrichtung ihres Mannes enthauptet.

## Aufhebung des Urteils
Auf Antrag seines jüngeren Bruders Hartmut Schulze-Boysen bestätigte die Staatsanwaltschaft Berlin die Aufhebung des Urteils des Reichskriegsgerichts gegen Schulze-Boysen am 24. Februar 2006, 63 Jahre nach der Hinrichtung. Dem vorausgegangen war ein jahrzehntelanges Bemühen, sich gegen die vor allem in den 1950er und 1960er Jahren nicht nachlassenden Angriffe auf das Ansehen von Harro Schulze-Boysen in seiner Rolle als überzeugter Kriegs- und NS-Gegner zur Wehr zu setzen. Dem NS-Duktus folgend, ließen sogar einzelne Historiker sowie juristische und politische Institutionen den vom sogenannten „Volksgerichtshof“ verkündeten Landesverrat in ihrer Argumentation wieder aufleben.

## Publikationen
- Gegner: Zeitschrift für neue Einheit; Halbmonatsschrift, als Herausgeber ab 1932 bis 1933, später gegner.
- Gegner von heute, Kampfgenossen von morgen. Hoffmann Verlag, Berlin 1932.
- Nationalsozialismus und europäische Neuordnung (unter Pseudonym „E.R.“), Zeitschrift: Wille zur Macht, Juni 1934.
- Wehrchronik (Luftwaffe) 1938. In: Jahrbuch der deutschen Luftwaffe 1939. Breitkopf & Härtel, Leipzig 1938, S. 34 ff.
- Der Stoßtrupp. Flugblatt zur geplanten Angliederung des Sudetengebietes an Deutschland, Oktober 1938. Nicht überliefert.
- Napoleon. Flugschrift, Warnung vor dem Überfall auf die Sowjetunion, April 1941.
- Die Sorge um Deutschlands Zukunft geht durch das Volk. Flugschrift, gemeinsam mit John Rittmeister, Februar 1942.[22]

## Ehrungen

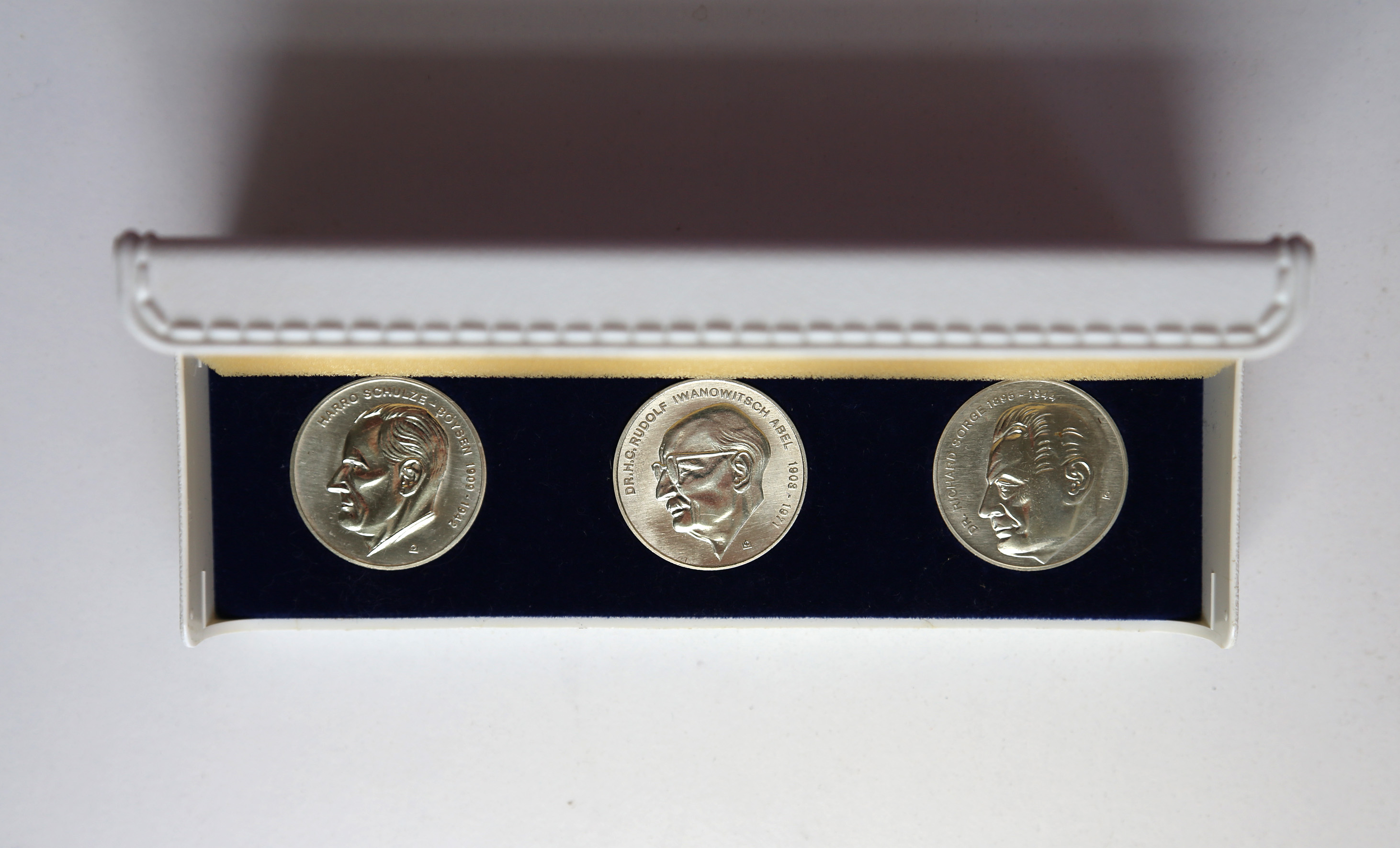
Medaillen des MfS in Edelstahl, v. l. n. r.: Schulze-Boysen, Abel, Sorge

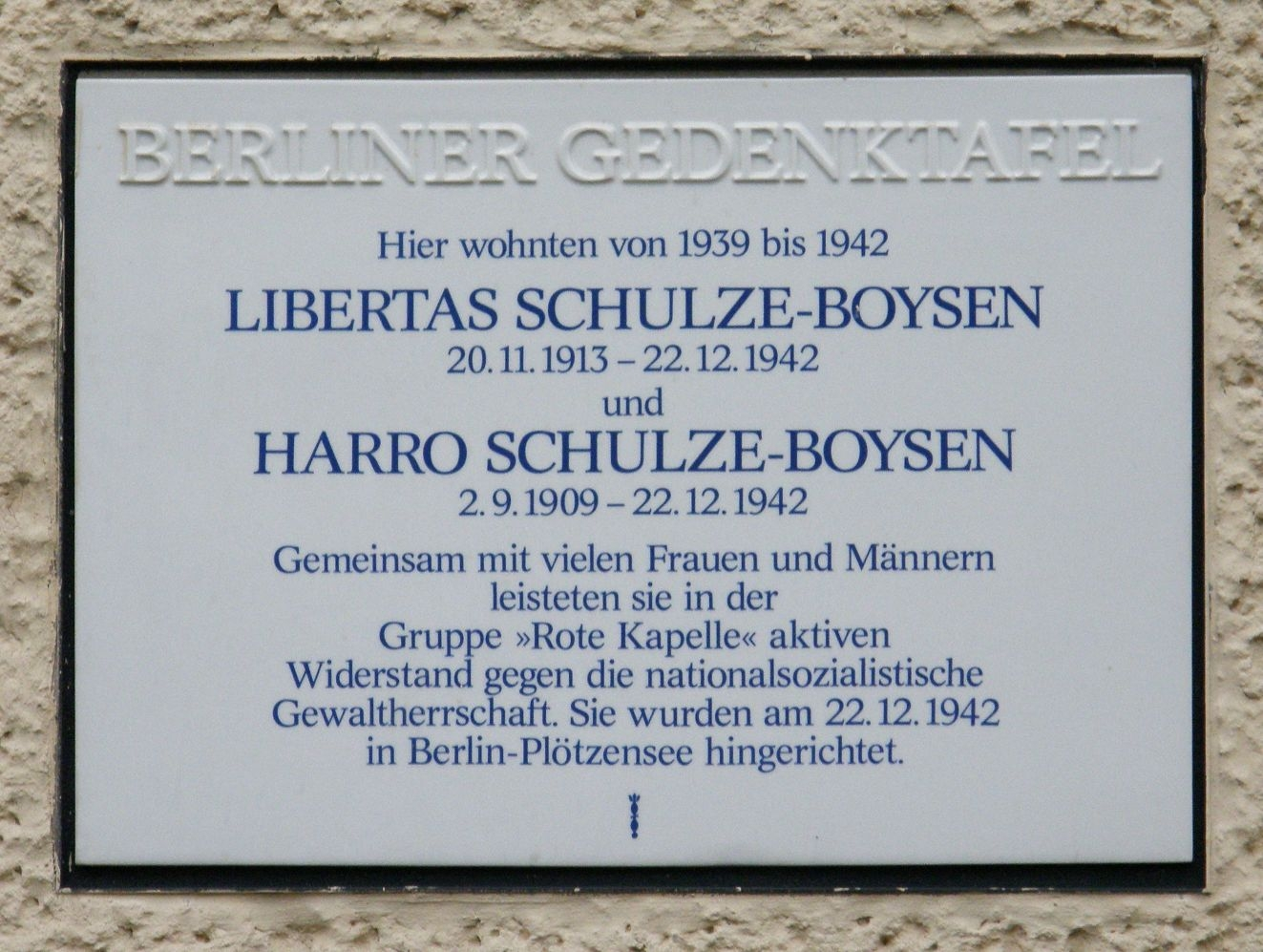
Berliner Gedenktafel für die Schulze-Boysens am Haus Altenburger Allee 19 in Berlin-Westend

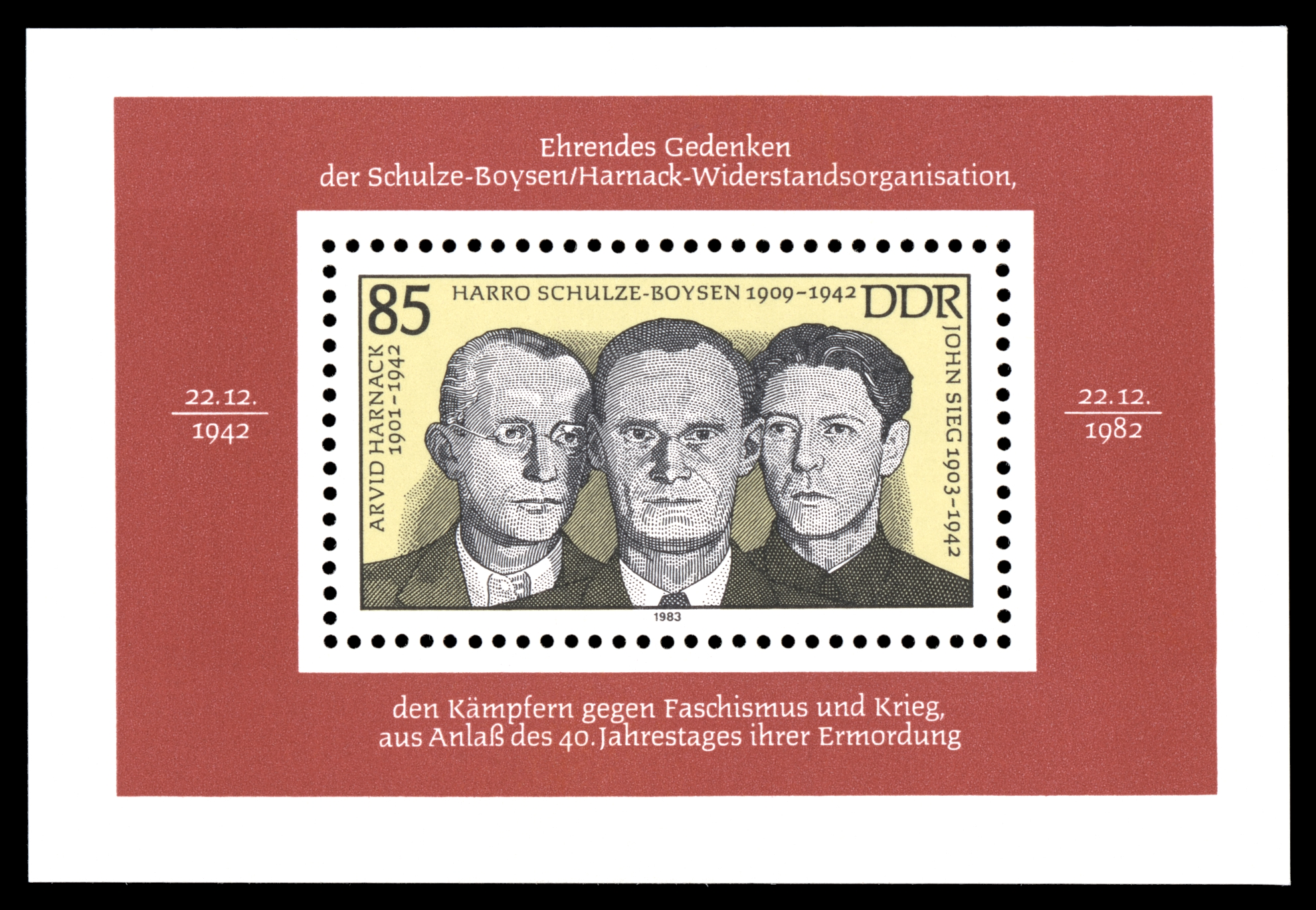
1 Mark-Block der DDR-Post 1983 für die Widerstandsorganisation Schulze-Boysen/Harnack

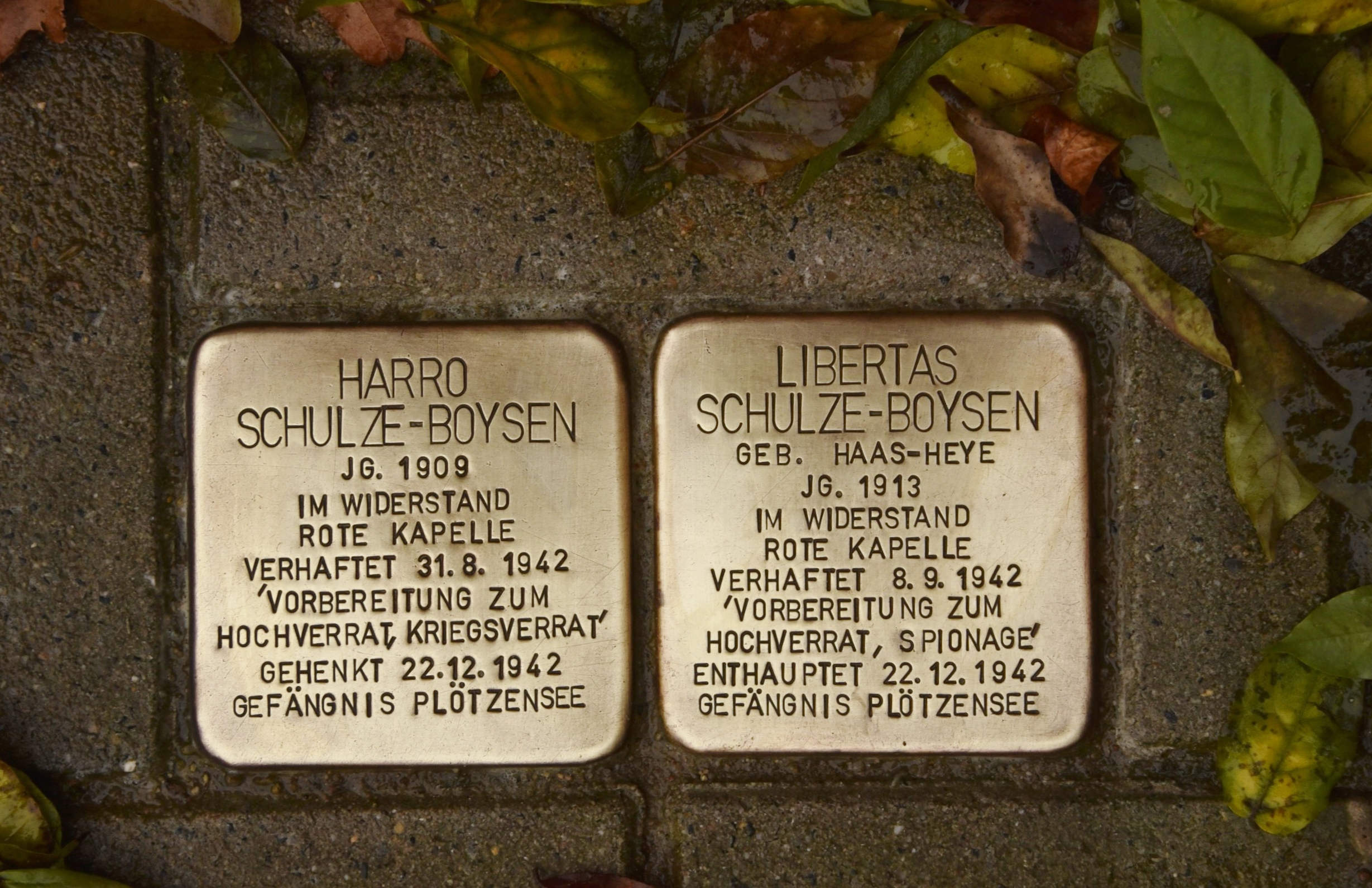
Stolpersteine für die Schulze-Boysens im Schlosshof von Schloss Liebenberg

- Das Ministerium für Staatssicherheit (MfS, kurz „Stasi“) der DDR gab Medaillen (Edelstahl, Meißner Porzellan) zu Ehren von Rudolf Iwanowitsch Abel, Richard Sorge und Harro Schulze-Boysen heraus. Diese wurden vermutlich an verdiente Mitarbeiter und Freunde der Stasi verschenkt.
- 1964 gab die DDR eine Sonderbriefmarkenserie zum kommunistischen Widerstand aus, deren 20+5-Pfennig-Marke Harro Schulze-Boysen gewidmet war.
- 1967 wurde das Nachrichtenregiment 14 der NVA nach Harro Schulze-Boysen benannt.
- 1969 wurde Harro Schulze-Boysen von der Sowjetunion postum mit dem Rotbannerorden ausgezeichnet.[18]
- 1972 wurde im Berliner Stadtteil Lichtenberg die gegenüber der Zentrale des Ministeriums für Staatssicherheit liegende Schulze-Boysen-Straße nach dem Ehepaar benannt.[23] Auch in Duisburg, Leipzig, Rostock, Magdeburg und Ludwigsfelde gibt es eine Schulze-Boysen-Straße.
- 1983 gab die DDR einen Briefmarkenblock zur Erinnerung an die Schulze-Boysen/Harnack-Widerstandsgruppe heraus.
- Die Skulptur Freiheitskämpfer von Fritz Cremer in Bremen wurde 1984 zum Gedenken an Mildred Harnack und Harro Schulze-Boysen beim Wilhelm-Wagenfeld-Haus in den Bremer Wallanlagen aufgestellt.
- 1991 war das 1941 von Carl Baumann gemalte Bild Rote Kapelle Berlin (Tempera auf Nessel, 79 × 99 cm) im LWL-Landesmuseum für Kunst und Kulturgeschichte in Münster zum Bild des Monats Juli gekürt.[24]
- 2009 wurde aus Anlass seines 100. Geburtstages in Kiel am 26. November der Harro Schulze-Boysen-Weg eingeweiht.
- 2017 wurden zum Gedenken an Harro und Libertas Schulze-Boysen zwei Stolpersteine am Schloss Liebenberg verlegt.[25]

## Anmerkung
1. ↑  in der Sekundärliteratur, auf Verwechslung beruhend: Karl Bartz